# Linnean Society of New South Wales
La Linnean Society of New South Wales fundada para promover el cultivo y el estudio de la ciencia de la historia natural en todas sus ramas, se fundó en Sídney, Nueva Gales del Sur (Australia) en 1874 e incorporada en 1884. Sucedió a la Entomological Society of New South Wales, fundada en 1862 y refundada en 1872, con James Charles Cox como su primer presidente.  El primer número de procedimientos fue en 1875.  El primer número de Proceedings fue en 1875.
El establecimiento de la sociedad se produjo en gran parte debido a la dedicación y el apoyo financiero de su primer presidente, Sir William Macleay. Otro miembro importante en la historia temprana de la sociedad fue Joseph James Fletcher, que fue director y bibliotecario (este título fue cambiado posteriormente a secretaría) a partir de 1885 y editando 33 volúmenes de las Actas de la sociedad.
En septiembre de 1882, un incendio destruyó la biblioteca y una parte del material científico de la sociedad. Los esfuerzos de William Macleay hizo posible, sin embargo, que la sociedad continuará con sus actividades.
En 1903, la Sociedad creó la beca Macleay que, desde entonces ha ayudado a muchos estudiantes de la Universidad de Sídney para continuar sus estudios y participar de tareas de investigación importantes en los campos de la botánica, zoología o la geología.

## Otros miembros notables
- John William Brazier[6]
- William Aitcheson Haswell, electo 1879
- Julian Tenison Woods, presidente 1880[7]
- Charles Smith Wilkinson, presidente 1883-84
- Robert Kaleski, miembro.[8]
- Arthur Henry Shakespeare Lucas, presidente 1907–09
- Charles Hedley, presidente 1909-11
- William Sutherland Dun, presidente 1913–14
- Richard Hind Cambage, presidente 1924
- Herbert James Carter, presidente 1925-26
- Eustace William Ferguson 1926-27
- Charles Anderson, president 1932
- Ernest Clayton Andrews, presidente 1937
- Arthur Bache Walkom, presidente 1941–42
- Ida Alison Brown, presidente 1945-46
- Rutheford Ness Robertson, presidente 1949
- Gilbert Percy Whitely, presidente 1963–64
- Joyce Winifred Vickery, miembro del consejo 1969-78